# Hermanas Dominicas de la Anunciata
La Congregación de las Hermanas Dominicas de la Anunciata (oficialmente en latín: Congregatio Incarnationis Dominicae Sororum Tertii Ordinis S. Dominici) es una congregación religiosa católica de vida apostólica y de derecho pontificio, fundada por el religioso dominico Francisco Coll Guitart en la ciudad catalana de Vich, el 15 de agosto de 1856. A las religiosas de este instituto se les conoce como Dominicas de la Anunciata y posponen a sus nombres las siglas OP (Orden de Predicadores) o bien D.A.

## Historia

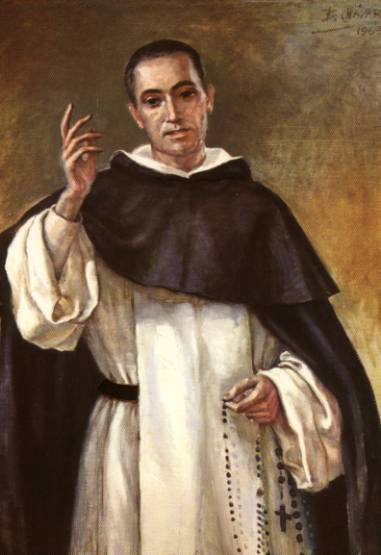
Francisco Coll Guitart (1812-1875), fundador de la congregación, es venerado como santo en la Iglesia católica.

Durante sus viajes de predicación por toda Cataluña, y viendo la pobreza social y espiritual de mucha gente, el sacerdote dominico Francisco Coll Guitart concluye que el remedio a esta situación era la educación de las niñas, entonces minoritaria, tanto por el concepto que entonces se tenía de la mujer (que no hacía falta que supiera gran cosa) como por la carencia de recursos económicos que tenían las familias. Además, educando a las niñas, favorecía la recristianización de la sociedad entera por la influencia de la mujer en la formación de los hijos.
El medio para fomentar la formación cristiana de las jóvenes en los lugares más pobres sería una Congregación de Hermanas que se ocuparían desinteresadamente de esta misión. Francisco Coll había encontrado en sus giras de predicación algunas jóvenes deseosas de consagrarse a Dios, pero imposibilitadas de llevar a cabo sus sueños por carencias materiales. En 1856, Francisco Coll reunió siete de esas jóvenes en una pequeña casa de la calle Call Nou de Vich y comenzó a formarlas como religiosas dominicas. Preparó una Regla o forma de vivir en comunidad y se encargó de su formación espiritual y —junto con algunos profesores del Seminario de Vich— de la formación cultural de las futuras educadoras. Una vez preparadas, las jóvenes podrían presentarse a los concursos para obtener el título de maestras. Allí donde se obtuviera plaza, se establecería una comunidad. En otros casos, las comunidades se podrían establecer a petición de los municipios.
Los comienzos fueron difíciles por la falta de medios económicos, hasta el punto de llevar al obispo a sugerir al padre Coll que cerrara el instituto y despidiera a las muchachas. Pero gracias a la perseverancia del fundador, y a la fortaleza y buena labor de las hermanas, pudieron salir adelante. Pronto contaron con la colaboración inestimable de una joven maestra, Hna. Rosa Santaeugenia (1831-1889), que fue la primera Priora General de la Congregación. Pese a las iniciales dificultades, la Congregación tuvo un crecimiento extraordinario, llegando a las 50 comunidades el año de la muerte de su Fundador (1875). 
El nombre original del instituto fue el de Hermanas Terciarias Dominicas, cambiado después a Religiosas Dominicas de la Encarnación del Hijo de Dios y, en 1884, Hermanas Dominicas de la Anunciata. Las hermanas de la congregación hacían parte de la Tercera Orden Dominica, de la familia de la Orden de Predicadores. El Padre Coll las veía como «ramas surgidas del árbol de la Tercera Orden de mi padre Santo Domingo». El 19 de agosto de 1884, el Instituto es afiliado a la Orden Dominicana, y recibe el decreto pontifico de aprobación el 6 de septiembre de 1898. La Santa Sede aprueba las Constituciones en 1907.

## Expansión
Las primeras comunidades de las Dominicas de la Anunciata se situaron en zonas de la Cataluña rural, obteniendo muchas veces las religiosas plazas en la escuela pública. Sin embargo, en los primeros años, y fruto de la situación sociopolítica —la revolución de septiembre de 1868— algunas religiosas se vieron forzadas a dejar estas escuelas y a fundar pequeños colegios privados, muchos de ellos en el entorno de las fábricas textiles. Después de fundar gran cantidad de centros en Cataluña, la congregación inicia su expansión hacia el resto de España en Albacete (1880), provincia de Valencia (1894) y zonas mineras de Asturias (1897); en 1956 se funda en Valladolid el Colegio Sagrado Corazón «La Anunciata» de la Congregación Dominicas de La Anunciata, en sus aulas se imparten clases desde infantil hasta secundaria. La primera fundación fuera de España fue en Argentina (1909), y desde ahí se extendió a Uruguay, Chile y a otros países de América del Sur. En 1933 se fundó en Francia, y luego en otros países de Europa. En 1955, la congregación extiende su acción misionera a Centroamérica y México, y más tarde a Perú, Brasil, y a algunos países de África (1969) y Asia (1988).

## Misión y organización
La misión de la Congregación, desde su fundación en 1856, está orientada especialmente hacia la educación y la evangelización, haciéndose presente en la formación integral de niños y jóvenes, la promoción de la mujer, la actividad parroquial, la actividad misionera y también en el mundo de la salud. 
Su objetivo es “Anunciar el mensaje de salvación a todos, especialmente a los niños y a los jóvenes”, en poblaciones grandes y pequeñas, y desde una opción definida por los más necesitados. 
La Congregación de las Hermanas Dominicas de la Anunciata es un instituto religioso de derecho pontificio, internacional y centralizado, cuyo gobierno es ejercido por una priora general acompañada de un Consejo. Las diversas comunidades locales se agrupan en provincias y estas integran la congregación. Cada comunidad se gobierna mediante capítulos y consejos. El Capítulo General es el órgano de gobierno de la congregación y, fuera del capítulo, la autoridad suprema la tiene la priora general. La sede central se encuentra en Madrid (España). El uso del hábito dominicano es opcional. 
En 2017, el instituto contaba con 902 religiosas y 136 comunidades  presentes en Argentina, Benín, Brasil, Chile, Camerún, Costa de Marfil, Costa Rica, El Salvador, España, Filipinas, Francia, Guatemala, Italia, México, Nicaragua, Paraguay, Perú, Ruanda, Uruguay, Vietnam.

## Religiosas destacadas
La Congregación cuenta con siete hermanas que murieron  en la persecución religiosa ocurrida en España en 1936. Sus nombres son: Ramona Fossas, Adelfa Soro, Teresa Prats, Ramona Perramón, Otilia Alonso, Reginalda Picas y Rosa Jutglar. Fueron declaradas mártires y beatificadas por el Papa Benedicto XVI el 28 de octubre de 2007, junto con otras 491 víctimas de la misma persecución. Su memoria  litúrgica se celebra el 6 de noviembre. 
Otras religiosas destacadas fueron:
- H. Rosa Santaeugenia, primera Priora General de la Congregación.
- H. Cristina Dominga Benito Rivas (1900-1977), sierva de Dios, religiosa profesa muerta con fama de santidad.
- H. Rosa Font Fuster (1931-2013), música, compositora, pedagoga y autora de numerosas publicaciones.

## Otras personas vinculadas
- Fray Francisco Enrich, OP, segundo director general.
- María del Monte Carmelo (1848-1911), santa, fue parte de la congregación hasta su salida en 1892, posteriormente fundó la Congregación de las Religiosas Concepcionistas Misioneras de la Enseñanza.